# Фе-ле-Марсийи
Фе-ле-Марсийи́ (фр. Fay-lès-Marcilly) — коммуна во Франции, находится в регионе Шампань — Арденны. Департамент — Об. Входит в состав кантона Марсийи-ле-Эйе. Округ коммуны — Ножан-сюр-Сен.
Код INSEE коммуны — 10146.
Коммуна расположена приблизительно в 105 км к юго-востоку от Парижа, в 85 км юго-западнее Шалон-ан-Шампани, в 37 км к западу от Труа.

## Население
Население коммуны на 2008 год составляло 106 человек.
| 1962 | 1968 | 1975 | 1982 | 1990 | 1999 | 2008 |
| ---- | ---- | ---- | ---- | ---- | ---- | ---- |
| 97   | 98   | 84   | 62   | 79   | 85   | 106  |

## Экономика
В 2007 году среди 57 человек в трудоспособном возрасте (15—64 лет) 41 были экономически активными, 16 — неактивными (показатель активности — 71,9 %, в 1999 году было 71,4 %). Из 41 активных работали 34 человека (21 мужчина и 13 женщин), безработных было 7 (1 мужчина и 6 женщин). Среди 16 неактивных 7 человек были учениками или студентами, 7 — пенсионерами, 2 были неактивными по другим причинам.